# Steve Hislop

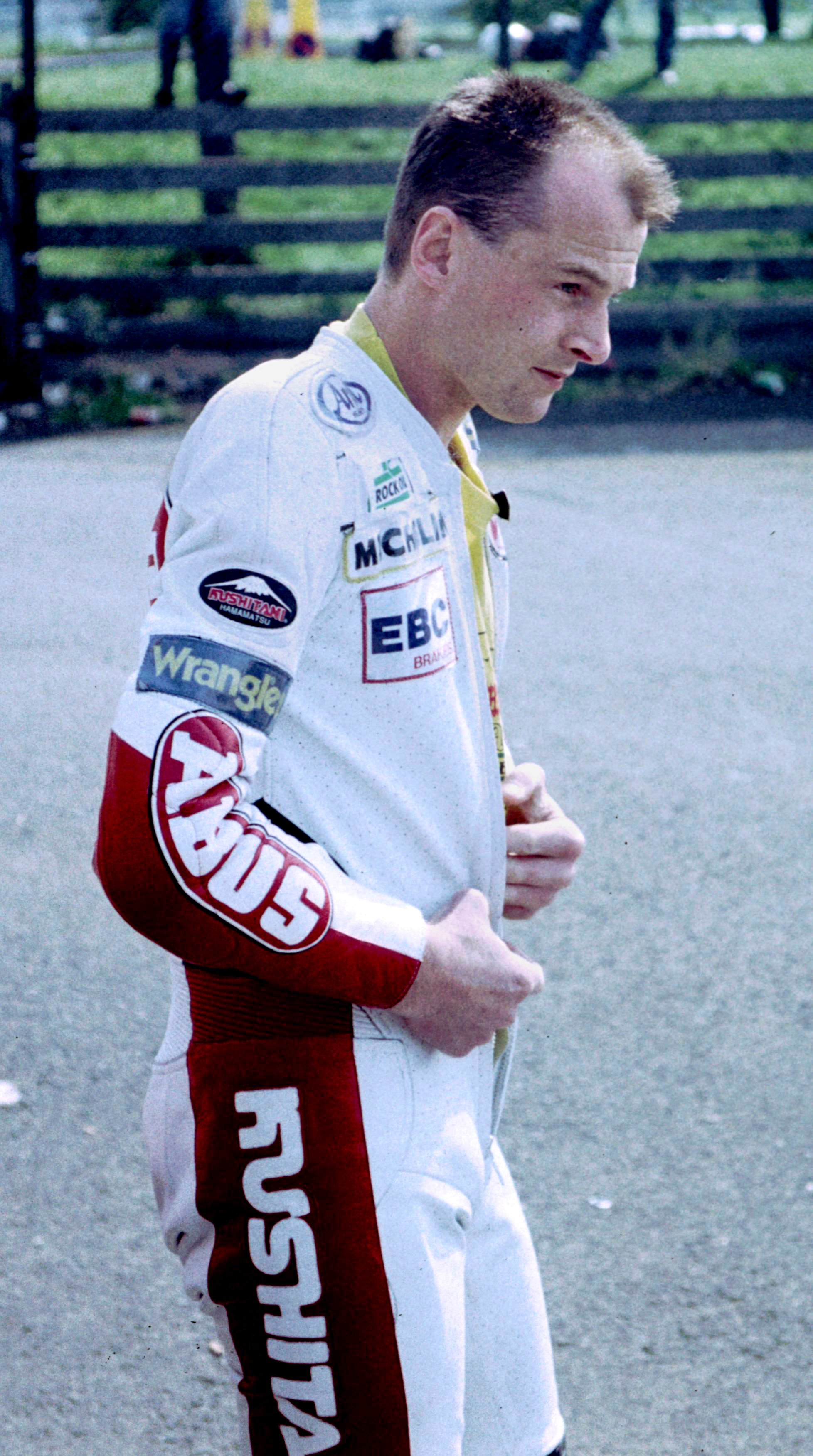
Steve Hislop 1992

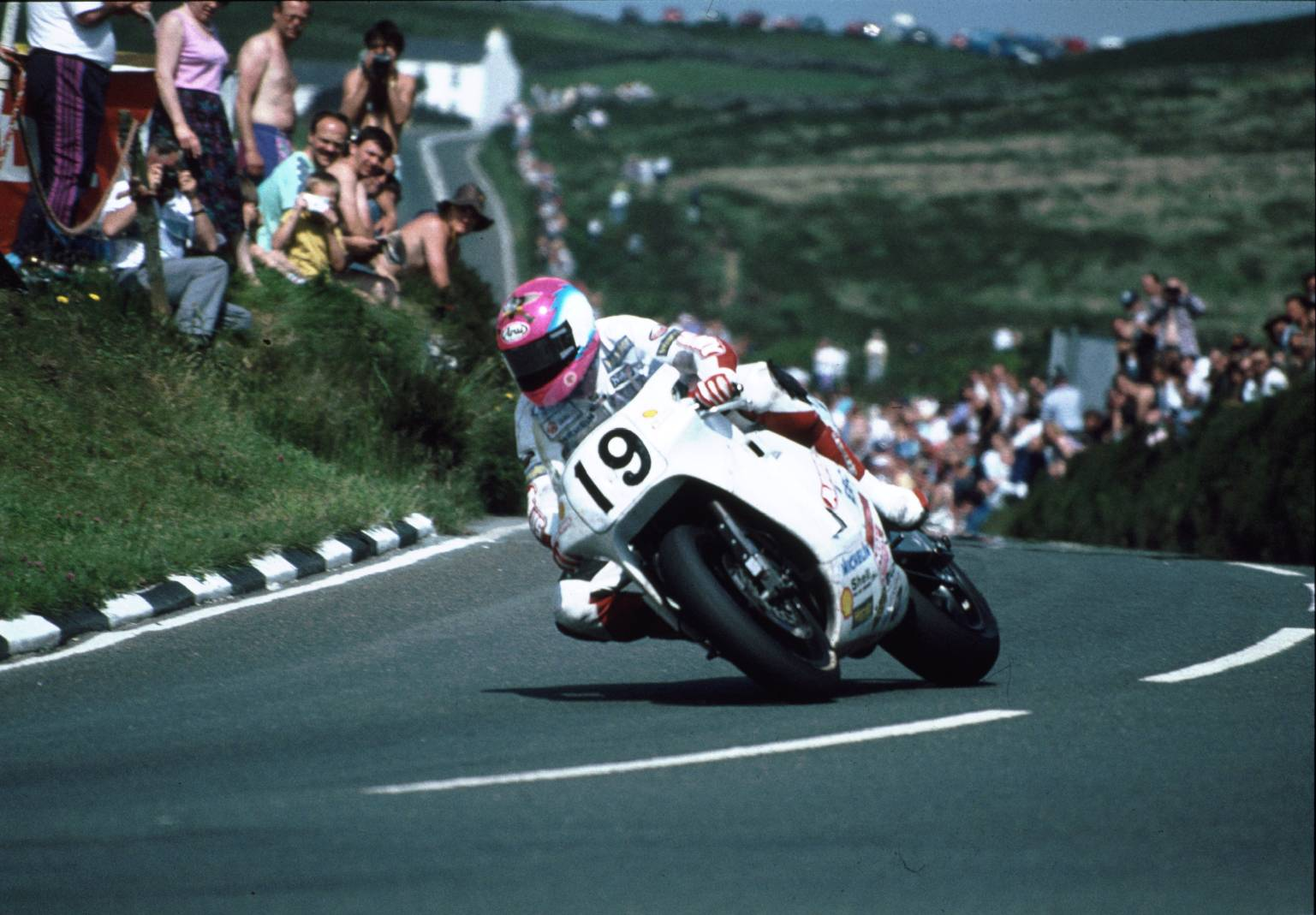
Steve Hislop bei seinem TT-Sieg 1992 auf Norton bei Creg-ny-Baa

Robert Steven „Steve Hizzy“ Hislop (* 11. Januar 1962 in Hawick, Schottland; † 30. Juli 2003 in Teviothead, Roxburghshire, Schottland) war ein britischer Motorradrennfahrer und galt als einer der schnellsten Piloten bei den in seiner Heimat sehr populären Straßenrennen.

## Karriere
Auf der Isle of Man durchbrach Hislop im Jahr 1989 als erster Fahrer die magische Barriere von 120 mph Durchschnittsgeschwindigkeit. Zwischen 1989 und 1994 gewann er die Tourist Trophy elfmal. Seine fahrerische Überlegenheit bewies er im Jahr 1992, als er Carl Fogarty auf der Werks-Yamaha mit seiner unterlegenen Norton NRS 588 mit Wankelmotor besiegte. In der Saison 1990 gewann Hislop die britische 250-cm³-Meisterschaft, in den Jahren 1995 und 2002 wurde er britischer Superbike-Meister.

### Tödlicher Unfall
Steve Hislop pilotierte alleine einen Helikopter Robinson R44 (Luftfahrzeugkennzeichen: G-OUEL) am 30. Juli 2003 von Hawick nach Manchester zum Barton Aerodrome (ICAO-Code: EGCB) unter Sichtflugregeln, als er in dichte Wolken kam. Bei dem Versuch, den Hubschrauber aus den Wolken zu fliegen, berührten die Rotorblätter des Hauptrotors den Heckausleger und zerstörten ihn. Der Hubschrauber stürzte ab und brannte aus. Steve Hislop kam bei dem Absturz ums Leben.
Hislop wurde 41 Jahre alt. Er liegt auf dem Southdean Cemetery in Southdean, Schottland begraben.

### Ehrungen
2010 wurde Hislop in die Scottish Sports Hall of Fame aufgenommen.

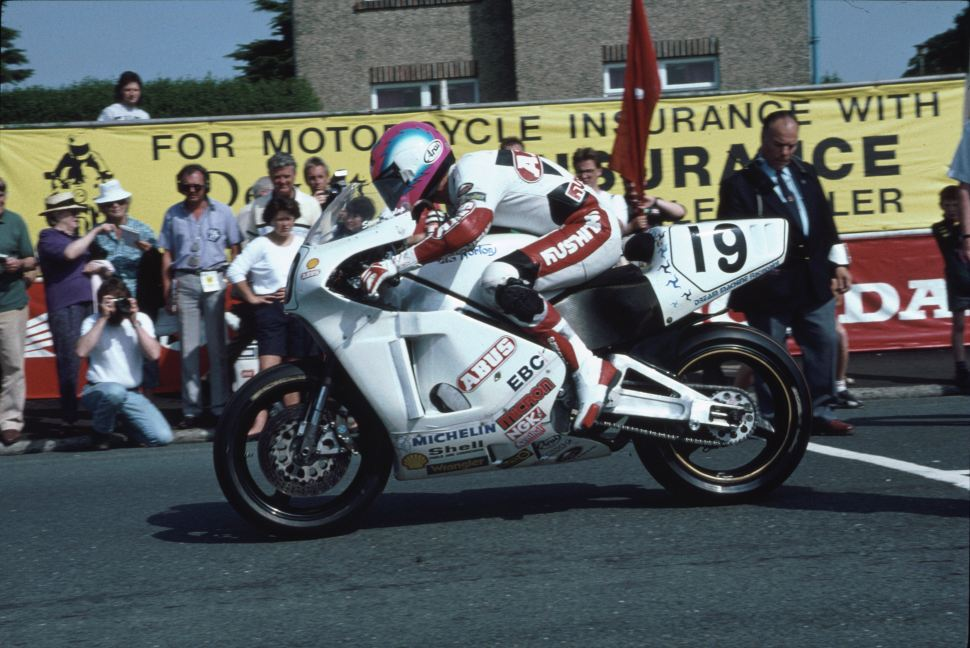
Steve Hislop auf seiner Norton Am Start der Senior-TT 1992
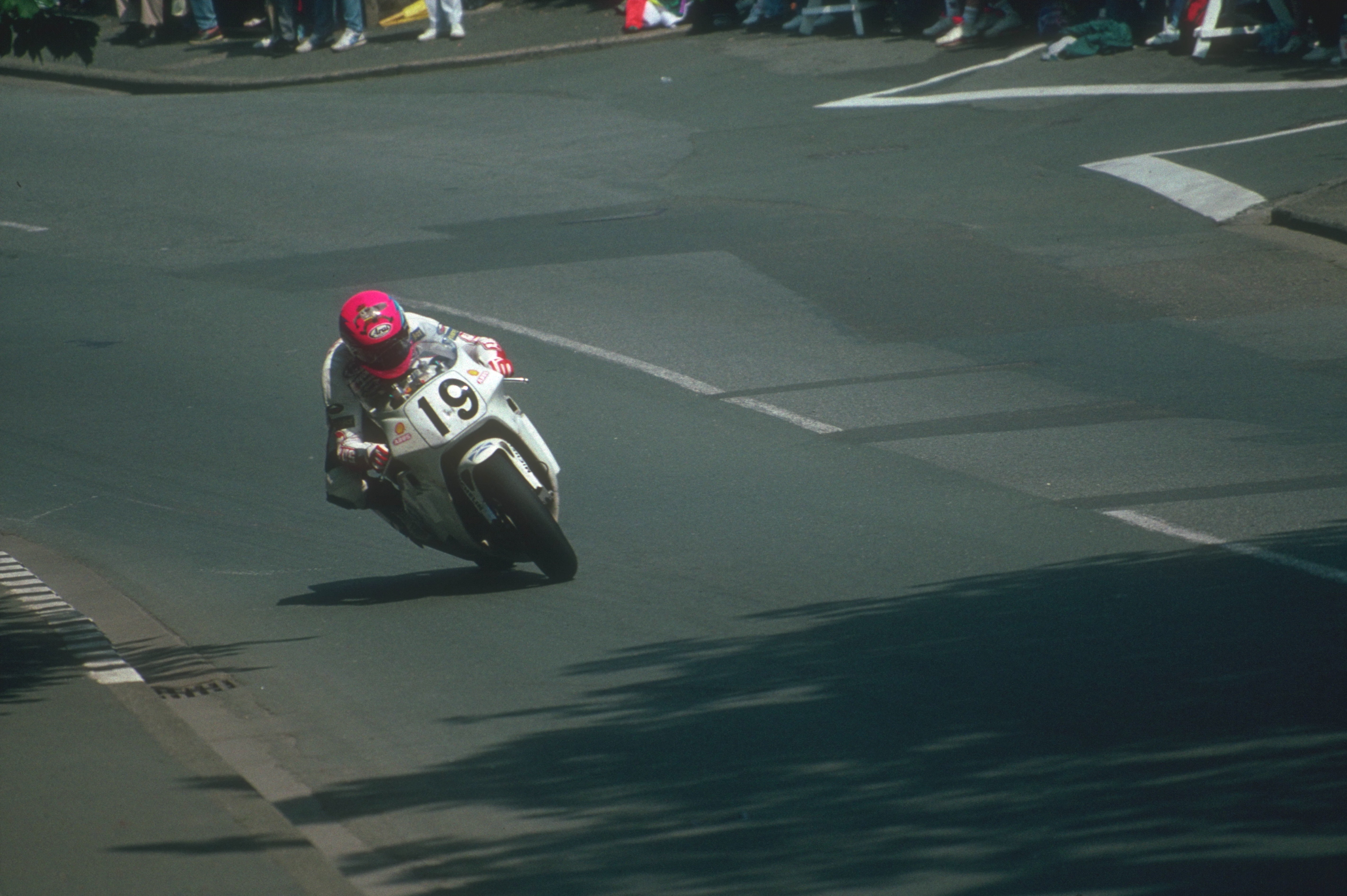
Hislop bei Bray Hill
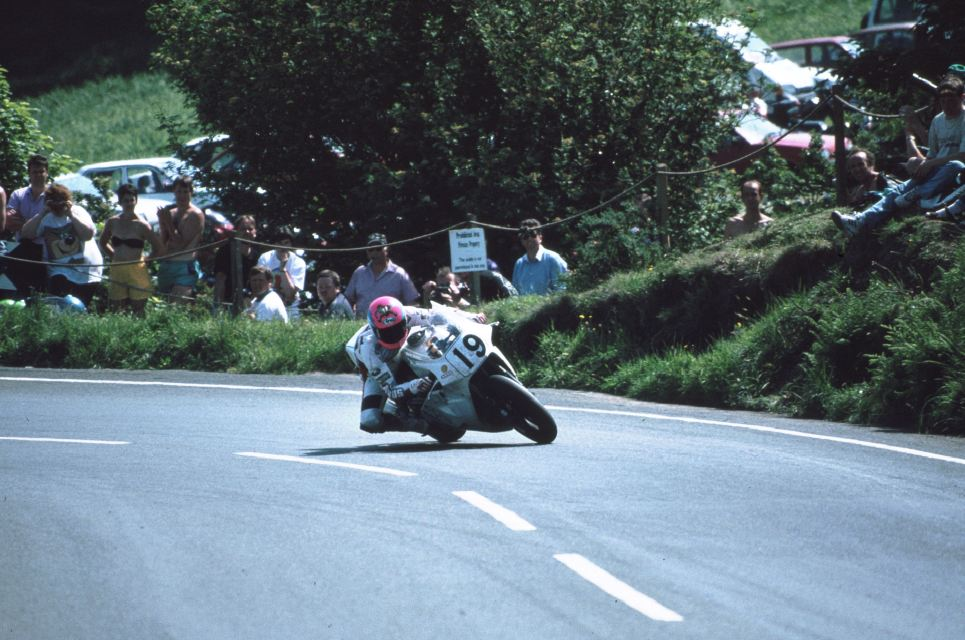
Hislop am Gooseneck
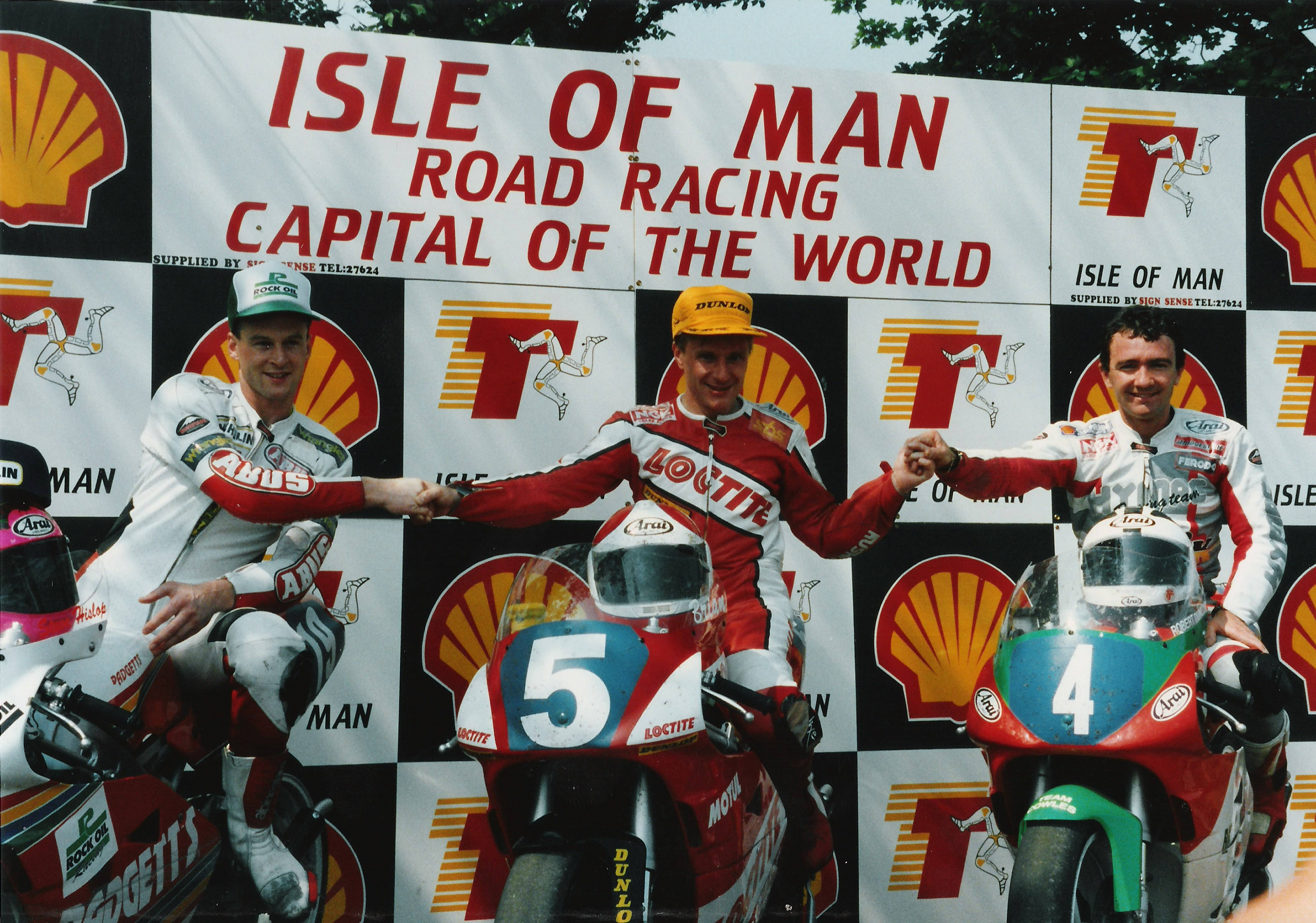
Hislop (l.) zusammen mit Brian Reid und Robert Dunlop 1992

## Statistik

### Erfolge
- 1990 – Britischer 250-cm³-Meister
- 1992 – Bol-d’Or-Sieger auf Kawasaki
- 1995 – Britischer Superbike-Meister auf Ducati
- 1999 – Sieger beim 24-Stunden-Motorradrennen von Le Mans auf Kawasaki
- 2002 – Britischer Superbike-Meister auf Ducati
- 11 TT-Siege
- 3 Siege beim Macau Grand Prix
- 2 Siege beim Ulster Grand Prix

### North-West-200-Siege
| Jahr | Klasse                    | Maschine | Durchschnittsgeschwindigkeit |
| ---- | ------------------------- | -------- | ---------------------------- |
| 1989 | 750 cm³ King of the Roads | Honda    | 117,26 mph (188,71 km/h)     |
| 1989 | Superbike                 | Honda    | 108,57 mph (174,73 km/h)     |

## Verweise